# إرنست فيالا
إرنست فيالا (بالألمانية: Ernst Fiala)‏ هو لاعب كرة قدم نمساوي، ولد في 23 فبراير 1940 في فيينا في النمسا، وتوفي بنفس المكان في 11 نوفمبر 2006. شارك مع منتخب النمسا لكرة القدم. أما مع النوادي، فقد لعب مع أوستريا فيينا.

## مسيرته الكروية
لعب إرنست فيالا خلال مسيرته الاحترافية مع نادِ واحدٍ في ستة عشر موسمًا وسجل خلالها 110 هدف ضمن 334 مباراة. حيث فاز في ستة مواسم بالكأس وفي خمسة مواسم بالدوري.
خاض إرنست فيالا مسيرته مع نادي أوستريا فيينا في موسم 1959–60 ليلعب معه ستة عشر موسمًا، مشاركًا في 334 مباراة سجل خلالها 110 هدف.

## وصلات خارجية
- إرنست فيالا على موقع قاعدة بيانات كرة القدم.إي يو (الإنجليزية)
- إرنست فيالا على موقع ناشيونال فوتبول تيمز (الإنجليزية)
- إرنست فيالا على موقع عالم كرة القدم.نت (الإنجليزية)